# 方梓
方梓（1957年2月9日—），本名林麗貞，生於台灣花蓮，國立東華大學創作與英語文學研究所藝術碩士，曾任消基會《消費者報導》雜誌總編輯、文化總會企畫、《自由時報》自由副刊副主編、總統府專門委員、世新大學兼任講師。
作品以自然寫作及女性主義為主，書寫台灣自然生態與台灣社會變遷的關係，並書寫記錄台灣女性的生命史與台灣自然生態的演化關係。

## 學歷
- 國立東華大學
- 中國文化大學

## 經歷

### 現任
- 國立臺北教育大學兼任講師

### 曾任
- 2018年臺中市政府文化局邀請方梓、方耀乾、王金選、平路、石德華、向陽、宇文正、吳晟、李如青、李勤岸、曹俊彥、陳幸蕙、陳憲仁、陳雨航、曾貴海、楊翠、楊錦郁、劉克襄、蔡素芬、蕭蕭、鍾永豐、鍾怡雯等國內作家、詩人組成本屆評審團[3]。

## 作品

### 報導文學
- 《人生金言：一百位名人心影錄》
- 《他們為什麼成功》
- 《傑出女性宗教觀》

### 散文集
- 《第四個房間》
- 《釆釆卷耳》
- 《野有蔓草》
- 《時間之門》

### 兒童文學

#### 繪本
- 《要勇敢喔》[4]

#### 其他
- 《大野狼阿公》[5]

### 長篇小說
- 《來去花蓮港》

## 得獎
- 2013年，《來去花蓮港》獲得吳濁流小說正獎，並改編客家電視台連續劇《新丁花開》。[6]

## 相關
- 方梓的先生為向陽。